# Президентские выборы в Перу (1903)
Президентские выборы в Перу проходили 9,10, 11 и 12 августа 1904 года. В результате безальтернативных выборов победу одержал Мануэль Кандамо от Гражданской партии, который получил 100% голосов. 

## Результаты
| Кандидат                             | Партия                               | Голоса  | %     |
| ------------------------------------ | ------------------------------------ | ------- | ----- |
| Мануэль Кандамо                      | Гражданская партия                   | 92 798  | 100%  |
| Действительных бюллетеней            | Действительных бюллетеней            | 92 798  | 98,94 |
| Недействительных/ пустых бюллетеней  | Недействительных/ пустых бюллетеней  | 980     | 1,06  |
| Всего                                | Всего                                | 93 778  | 100   |
| Зарегистрированных избирателей/ Явка | Зарегистрированных избирателей/ Явка | 143 142 | 65,51 |
| Источник: Tuesta                     |                                      |         |       |